# Acusilaus
Acusilaus of Akousilaos van Argos, zoon van Cabas of Scabras, was een Griekse geschiedschrijver en mytholoog, die zijn bloeitijd had rond 500 BC, maar van zijn werk zijn alleen fragmenten en opsommingen bewaard gebleven.
Het is niet bekend of hij uit Argos in Peloponnesos of in Boeotië kwam; mogelijk waren er twee mensen met dezelfde naam. soms werd hij gerekend tot de Zeven Wijzen.
Acusilaus claimde dat een deel van zijn informatie afkomstig was van bronzen platen met genealogische informatie, die hij in zijn tuin gevonden heeft, een bron waar door sommige moderne wetenschappers met argusogen naar wordt gekeken.